# Blanca Wiethüchter
Blanca Wiethüchter López (La Paz, 23 de septiembre de 1947 – Cochabamba, 15 de octubre de 2004) fue una poeta, ensayista, docente y crítica literaria boliviana.

## Biografía
Blanca Wiethüchter López fue una de las voces femeninas emblemáticas de la poesía boliviana de fines del siglo XX. Su escritura abarca tres décadas, desde fines de los años 70 hasta el año de su fallecimiento, 2004.
Egresada en Letras de la Universidad Mayor de San Andrés y en Ciencias de la Educación de La Sorbona, obtuvo una maestría en Literatura latinoamericana en la Universidad de París, Francia.
Fue editora del suplemento cultural La Hormiga Eléctrica del diario La Razón, de las revistas literarias Hipótesis y Piedra Imán, directora de las editoriales Hombrecito Sentado y Mujercita Sentada; cofundadora del espacio cultural Puraduralubia (1993); docente de la Universidad Católica Boliviana, docente también del Taller de Escritura Creativa de la Universidad Mayor de San Andrés, de la que luego fue directora.
El 2024, en coordinación con Goethe-Institut de La Paz y los herederos de Wiethüchter, cuatro editoriales independientes publicaron los siguientes textos:
- Editorial El Cuervo: "Madera viva y árbol difunto" y "Ángeles del miedo" (Poesía)
- Editorial Nuevo Milenio: "Asistir al tiempo" y "La lagarta" (Poesía)
- Editorial Mantis: "El jardín de Nora" (Novela)
- Editorial Dum Dum: "Memoria solicitada" (Crítica Literaria/Memorias)

## Obra

### Poesía
- Asistir al tiempo, 1975, Unidas, La Paz. (con prólogo de Jaime Sáenz.)
- Travesía, 1978, Don Bosco, La Paz.
- Noviembre 79, 1979, Piedra Libre, La Paz.
- Madera viva y árbol difunto, 1982, Altiplano, La Paz.
- Territorial, 1983, Altiplano, La Paz.
- En los negros labios encantados, 1989, Hombrecito Sentado, Santa Cruz.
- El verde no es un color: A la luz de una provincia tropical, 1992, Hombrecito Sentado, La Paz.
- El rigor de la llama, 1994, Centro Simón I. Patiño, La Paz.
- La Lagarta, 1995, Hombrecito Sentado, La Paz.
- Sayariy, 1996, poemas grabados con música de Cergio Prudencio. CD. Hombrecito Sentado, La Paz.
- Qantatai (o Iluminado), 1997 incluido en La piedra que labra otra piedra [antología]. Hombrecito Sentado, La Paz.
- La piedra que labra otra piedra, antología, 1998, Hombrecito Sentado, La Paz.
- Ítaca, 2000, Hombrecito Sentado, La Paz.
- Luminar, 2005, El Hombrecito Sentado – Plural, La Paz.Blanca frente al espejo

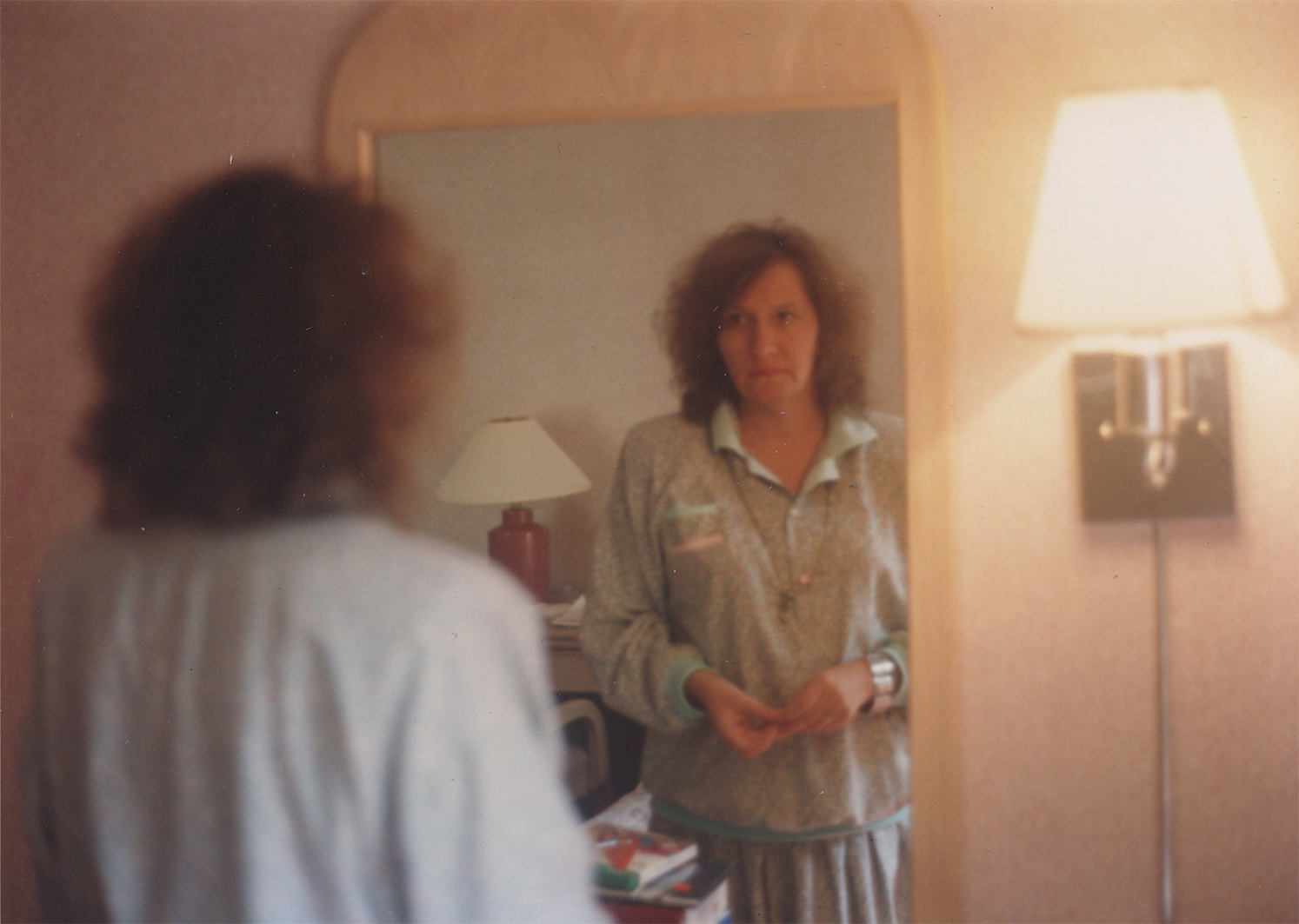
Blanca frente al espejo

- Ángeles del miedo, 2005, El Hombrecito Sentado – Plural, La Paz.

### Cuento
- En el aire de navegación de las montañas, 1992

### Novela
- El jardín de Nora, 1998, Mujercita Sentada, La Paz.

### Ensayo
- "La Estructura de lo Imaginario en la Obra Poética de Jaime Sáenz, 1975, en Jaime Sáenz, Obra poética. Biblioteca del Sesquicentenario de la República, La Paz.
- Memoria solicitada, 1993, Hombrecito Sentado, La Paz.
- Pérez Alcalá, o los melancólicos senderos del tiempo, 1997, Litexsa –Plural – Hombrecito Sentado, La Paz.
- Hacia una historia crítica de la literatura en Bolivia I y II, 2002 (Coautora Alba María Paz Soldán y otros), PIEB, La Paz.
- La geografía suena. Biografía crítica de Alberto Villalpando, 2005, Plural – Hombrecito Sentado, La Paz.

## Estudios sobre su obra
Por su relevancia, la obra de esta autora ha generado una considerable bibliografía crítica. Se incluyen los más relevantes.
- Agosín, Majorie (1995): “El rigor de la llama de Blanca Wiethüchter”. FEM, N° 153, 23.
- Antezana, Luis H. (1982): “Madera viva y árbol difunto”, Presencia Literaria, 18 de abril, N° 3.
- Daher Canedo, Gary (2004): “El verde en la voz de Blanca Wiethüchter” en Marcelo Villena (editor), Blanca Wiethüchter, el lugar del fuego. Gente Común, La Paz, 23-26.
- Duarte, Mauricio (2010): “Blanca Wiethüchter: des-nombrando el paisaje”, Bolivian Studies Journal, volúmenes 15-17, 277-310.
- Fernández, Montserrat (2007): "'Ítaca: tejer y esperar". Revista Nuestra América, No. 3, Porto.
- Mitre, Eduardo (1976): “Blanca Wiethüchter. Asistir al tiempo”. Revista Hipótesis, N° 5-6, vol. 1, Cochabamba.
- ____ (1997): “El rigor de la llama de Blanca Wiethüchter”, Presencia Literaria, 8 de junio, 4.
- ____ (1998) “La identidad en la obra”, en su libro El aliento en las hojas: otras voces de la poesía boliviana, Plural, La Paz.
- ____ (2004): “El rigor de la llama”. En Marcelo Villena (ed.), Blanca Wiethüchter, el lugar del fuego. Carrera de Literatura UMSA / Gente Común, La Paz.
- Mogro, Marcia (1995): “El rigor de la llama”, Santiago de Chile [inédito].
- Molina, Mary Carmen (2011): “Aquí, digo y doy un salto. Hueco y lenguaje en la obra de Blanca Wiethüchter”. En La crítica y el poeta: Blanca Wiethüchter. UMSA-Plural, La Paz.

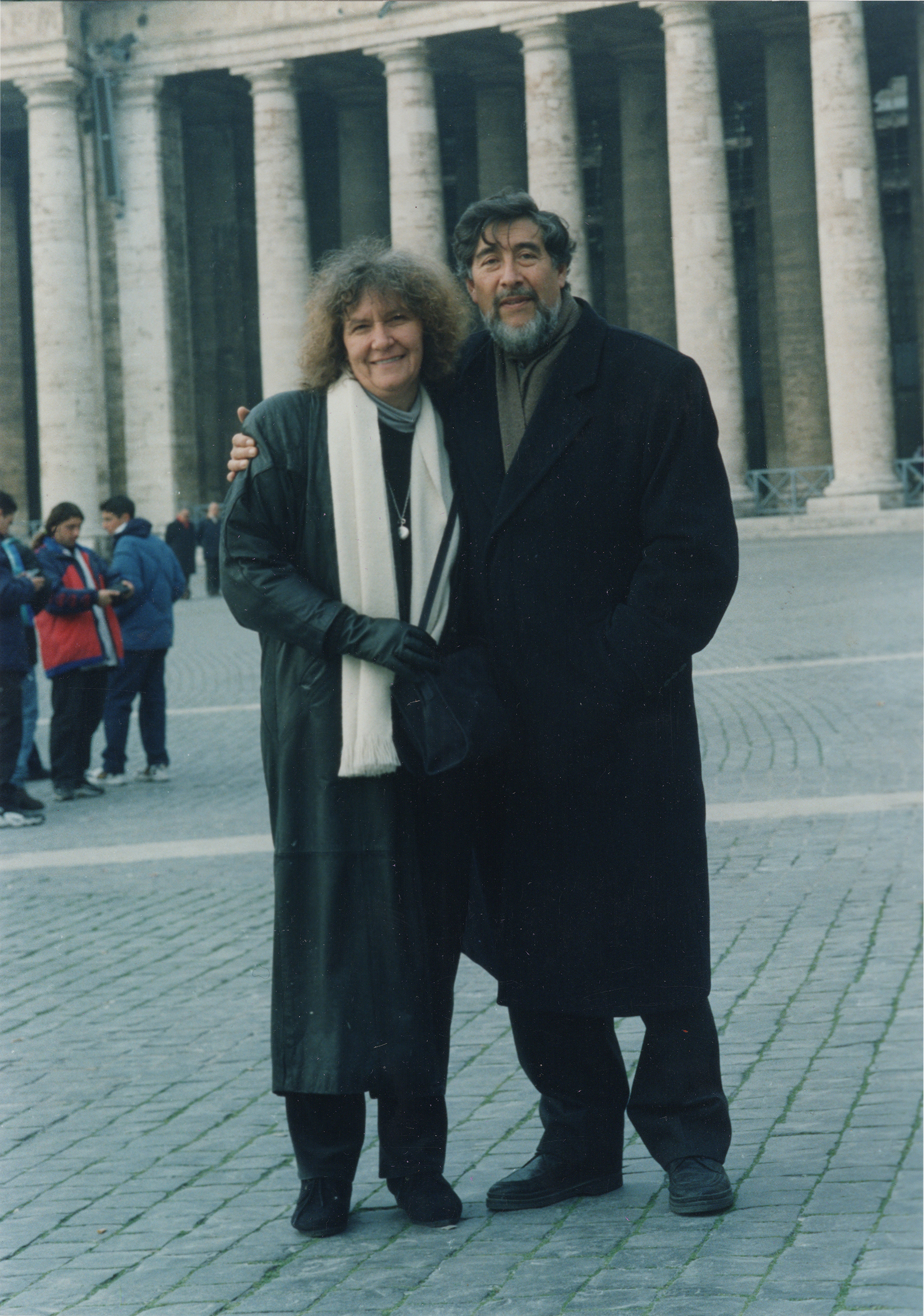
Alberto Villalpando junto a Blanca Wiethüchter

- Alberto Villalpando junto a Blanca WiethüchterVillena, Marcelo y Blanca Aranda (1999): “Hacia las poéticas del tinku: del intertexto andino en la poesía de Blanca Wiethüchter”. Revista Estudios Bolivianos, N° 7.
- ____ (2014): El preparado de yeso: Blanca Wiethüchter, una crítica afición. IEB-Plural, La Paz.
- Velásquez, Mónica (1997): Tres aproximaciones a la poética de Blanca Wiethüchter, UMSA, La Paz [Tesis de licenciatura]. ____ (2003): “Entrevista con Blanca Wiethüchter”. Marzo, La Paz [inédita]. ____ (2004): “Una poética de lo que hace vivir”, en Marcelo Villena (editor), Blanca Wiethüchter, el lugar del fuego. Gente Común, La Paz, 103-112. ____ (2005): Ordenar la danza: antología de poesía boliviana siglo XX. LOM, Santiago de Chile. ____ (2005): “Si Ítaca fuera la muerte…”. Tinkazos, N° 18, año 8, 129-131. ____ (2007): “una poética de lo que hace vivir”, Boletín literario. Centro pedagógico y cultural Simón I. Patiño, Cochabamba, 27-32. ____ (2009): Múltiples voces en la poesía de Francisco Hernández, Blanca Wiethüchter y Raúl Zurita, El Colegio de México, México D.F. ____ (2011): “Extranjerías en el lenguaje: la poesía de Blanca Wiethüchter”. En La crítica y el poeta: Blanca Wiethüchter. UMSA-Plural, La Paz. ____ y Rosario Rodríguez (2014): “Semblanza/recordación: Blanca Wiethüchter a dos voces”. Revista Jiwaki, N°54, octubre-diciembre, La Paz.
- Velásquez Guzmán Mónica y Alba María Paz Soldán (editoras), 2017, Obra completa. Cuatro tomos. ABNB y FCBCB, Sucre.